# Nightshade (videojuego de Sega)
Nightshade, conocido en Japón como Kunoichi (忍, literalmente, "Mujer Ninja") es un videojuego de acción desarrollado por Overworks y publicado por Sega en 2003 para la consola PlayStation 2. Forma parte de la serie de videojuegos Shinobi (es el 11º juego de la serie) y es la continuación del juego Shinobi aparecido en PlayStation 2 en el año 2002. 
Nightshade es el único videojuego de la serie Shinobi cuyo protagonista es una mujer.

## Sinopsis
En Nightshade, el jugador toma el control de Hibana, una contraparte femenina a Hotsuma, el protagonista del anterior Shinobi. Hibana es una kunoichi (nombre que reciben los ninjas de sexo femenino), una ninja enviada por el gobierno para que se encargue de la eliminación de los miembros de la Corporación Nakatomi, que ha desatado, sin saberlo, una legión de monstruos del infierno en Tokio. También se ordena recuperar los fragmentos de "Akujiki", la espada maldita legendaria que Hotsuma utilizó para sellar a los seres del infierno en el anterior videojuego.

### Personajes
- Hibana (緋花)

Protagonista de la historia. Hibana nació en una familia perteneciente al linaje Oboro, pero fue dada en adopción a una edad temprana. Ella es una kunoichi hastiada que fue abandonada por su maestro Jimushi y ahora trabaja para el gobierno de Japón. El gobierno modeló su espada y traje después de Hotsuma, el personaje principal del juego anterior.
- Jimushi (地蟲 )

El Shinobi de la Tierra y exmaestro de Hibana. Uno de los ancianos del clan Oboro, hasta que él abandonó y se convirtió en un agente del gobierno.
- Kazaguruma (風車)

El Shinobi de viento, es el primer Shinobi al que se enfrenta Hibana de la banda de Jimushi. Un guerrero honorable que afirma que Hibana es su oponente número mil.
- Onibi (鬼火)

El Shinobi de Fuego y el segundo Shinobi al que se enfrenta Hibana. Se siente atraído por Hibana, a pesar de que ella quiere matarlo.
- Hisui (翡水)

El Shinobi de agua y la tercera Shinobi que se enfrenta Hibana. Ella es la nueva aprendiz de Jimushi y es, básicamente, la sustituta de Hibana. Sin embargo, ella desprecia a Hibana porque Jimushi muestra favoritismo hacia ella.
- Kurohagane (黒鋼)

El antagonista, un ninja robótico creado por el grupo de Nakatomi, ordenado a trabajar con Jimushi y recuperar las piezas de Akujiki. Aunque es un robot sin alma, puede tomar sus propias decisiones.

## Sistema de juego
Las misiones de Nightshade son lineales, y cada uno culmina en una batalla contra un desafiante jefe final. El epicentro de la jugabilidad de Nightshade es Hack and slash, con la acumulación de combos sobre enemigos en tierra y aire. El arsenal de Hibana es una katana (el arma principal), dagas cortas (provoca menos daño, pero permite hacer combos más rápidos y de más impactos), shurikens (proyectiles de largo alcance), y varios hechizos ninjutsu. El juego desafía al jugador a alcanzar el puntaje más alto como sea posible al tiempo que elimina a los enemigos.
Nightshade también incluye aspectos de plataformas. Con la capacidad de Hibana para lanzarse en el aire, el juego requiere que el jugador utilice esta capacidad de sortear los agujeros y peligros. La mecánica del juego restringen a Hibana a sólo un doble salto y un avance en el aire antes de que ella caiga, por lo que requiere que el jugador golpee enemigos en pleno vuelo para permanecer en el aire. Al hacer esto, el jugador combina la precisión y oportunidad de permanecer en el aire de forma continua, o caer encontrándose con la muerte.
Si el jugador posee una partida guardada del anterior Shinobi, el protagonista del juego anterior, Hotsuma, estará disponible como un personaje jugable opcional. Hotsuma se diferencia de Hibana en que él no usa dagas como ella y sólo es capaz de utilizar la Akujiki, la espada que utilizó en el juego anterior. Hotsuma se controla exactamente igual que antes con el mismo arsenal de movimientos y avanza bajo las mismas condiciones como lo hizo en el juego anterior. Siempre hay que encontrar y derrotar a los enemigos para alimentar sus almas a Akujiki, o la espada maldita devorará su alma en su lugar y puede terminar por matarlo.

## Recepción
Nightshade obtuvo críticas variadas, como GameRankings que le dio una puntuación de 67.85%, mientras que Metacritic le dio un 68 sobre 100.